# Assises d'Ariano
Les Assises d'Ariano représentent une série de lois promulguées par le roi Roger II de Sicile pendant l'été 1140 à Ariano, près de Bénévent en Italie méridionale.
Les Assises nous sont parvenues dans deux manuscrits, différant légèrement l'un de l'autre, bien qu'on ignore ce qui est omissions et ce qui est adjonctions. Ils ont été retrouvés en 1856 dans les archives du Vatican et celles de Monte Cassino.

## Contexte
Roger II venait de rétablir la paix dans la péninsule, sans cesse en révolte, et avait décidé de centraliser le pouvoir. Les Assises créèrent la grande bureaucratie sicilienne et cherchèrent à maintenir le système féodal sous le strict contrôle du roi.

## Contenu
Les Assises contenaient quarante clauses qui touchaient à tous les sujets qui pouvaient intéresser le droit de l'époque :
- Propriété privée,
- Propriété publique,
- l'Église,
- Code civil,
- Finances royales,
- Armée.

Ces lois étaient en avance pour leur temps, car elles tiraient leurs préceptes non seulement des théories juridiques normandes et françaises, mais aussi musulmanes et byzantines (surtout du Code Justinien).

## Histoire
Roger passa à Palerme la première moitié de l'année 1140 à préparer soigneusement les Assises. Bien qu'il eût écrit la législation dans sa capitale, en juillet, il fit un voyage à Salerne, capitale du duché d'Apulie puis dans les Abruzzes, où il inspecta les conquêtes de ses fils Roger et Alphonse. Ces deux hommes, devenus respectivement à cette époque duc d'Apulie et prince de Capoue, avaient consolidé la paix sur la péninsule et l'avaient mise en état d'accueillir la grande législation de cette année-là.
Les Assises commencent par ces mots 
« Les lois nouvelles obligent tout le monde. Mais il n'est porté aucune atteinte aux mœurs, coutumes et lois des peuples soumis à notre pouvoir, chacun en son particulier. »

### Principaux textes de lois
- Le roi est le seul législateur en Sicile, il est aussi bien juge que prêtre (il possédait les pouvoirs de légat pontifical).
- Tous les Siciliens sont égaux et assujettis aux mêmes lois, aussi bien les Latins que les Grecs, les Juifs, les Musulmans, les Normands, les Lombards ou les Arabes.
- La trahison est punie de mort.
- Autres crimes: Lâcheté au combat, armer la populace, retard dans l'aide apportée au roi ou à ses alliés.
- Les chrétiens hérétiques et les apostats perdaient leurs droits.
- Les évêques sont dispensés d'assister aux cours de justice, bien que le roi eut le droit de passer outre, comme partout ailleurs, et il ne
- Le jugement royal est sans appel.
- La classe des chevaliers est fermée. Personne ne peut devenir chevalier s'il ne possède un lignage chevaleresque.
- Les citoyens doivent être traités justement et ne doivent pas être accablés indûment de taxes par leurs seigneurs.

### Frappe de monnaie

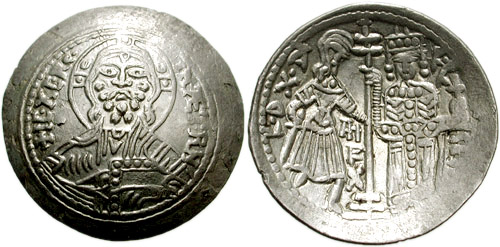
Monnaie italo-normande frappée en 1140.

L'acte final de Roger à Ariano fut l'émission d'un standard de monnaie de basse qualité pour le royaume entier : le ducat. La pièce, surtout en cuivre et un peu en argent, mais non en or comme par la suite, prit rapidement de l'importance. Elle reçut le nom de ducat d'Apulie.

## Sources
- (en) Cet article est partiellement ou en totalité issu de l’article de Wikipédia en anglais intitulé « Assizes of Ariano » (voir la liste des auteurs).